# Kiara Quieti
Kiara Quieti (27 febbraio 2002) è una nuotatrice artistica canadese.

## Palmarès

### Coppa del Mondo
- 1 podio:
  - 1 secondo posto (1 nella gara a squadre)